# Armin Danco
Armin Danco (* 4. November 1927 in Naugard; † 6. Februar 2017 in Düsseldorf) war ein deutscher Verwaltungsjurist.

## Leben
Armin Danco, geboren in Pommern, war Sohn von Irmgard Danco, geborene Bahls, und des promovierten Kaufmanns Helmuth Danco. Er besuchte das Stadtgymnasium in Dortmund und studierte danach Rechtswissenschaft an der Universität Münster. Seine beiden Staatsexamen bestand er 1950 und 1954. In Münster wurde er 1961 zum Dr. jur. promoviert. Von 1957 bis 1965 war er dann als Dezernent der Bezirksregierungen von Aachen und Düsseldorf tätig. Er wurde Ministerialdirigent und war viele Jahre in der Innen- und in der Wissenschaftsverwaltung des Landes Nordrhein-Westfalen (NRW) in Düsseldorf tätig. Er war von 1965 bis 1971 im Innenministerium NRW Referatsleiter für die Auswahl und Fortbildung der Führungskräfte in der Landesverwaltung. 1971 wurde er im Ministerium für Wissenschaft und Forschung Leitender Ministerialrat und Gruppenleiter für die neuen Universitäten, die medizinischen Einrichtungen und die Kunsthochschulen. 1981 wurde er Leiter der Zentralabteilung im Ministerium für Wissenschaft und Forschung in Nordrhein-Westfalen. Zu seinem Abschied aus dem aktiven Dienst wurde ihm 1990 eine Festschrift gewidmet.
Während seines Studiums wurde er Mitglied des Corps Suevia Heidelberg. Wegen herausragender Verdienste um diese Studentenverbindung wurde er deren Ehrenmitglied.
Für seine Verdienste beim Aufbau der Ruhr-Universität Bochum wurde er zum Ehrensenator ernannt. Die Medizinische Fakultät der Ruhr-Universität verlieh ihm 1991 die Kortum-Medaille.
Für seinen verantwortungsvollen Dienst im Land Nordrhein-Westfalen erhielt Danco das Große Bundesverdienstkreuz.
Armin Danco war evangelisch, ab 1960 mit Barbara Danco, geborene Leuze, verheiratet und hatte die drei Kinder Cordula, Carl-Ulrich und Ursula.

## Veröffentlichungen
- Die Entstehung der Bundesrepublik Deutschland und das Inkrafttreten des Grundgesetzes. 1961 (Dissertation)

## Orden und Ehrenzeichen
- 1984: Bundesverdienstkreuz 1. Klasse
- Großes Bundesverdienstkreuz der Bundesrepublik Deutschland